# 井戸 (小説)
『井戸』（いど、El pozo）は、フアン・カルロス・オネッティの小説。1939年発表。うらぶれた部屋に住んでいる40歳の男の独白。

## あらすじ
エラディオ・ディナセロ（私）は、場末のアパートメントに住みながら、独白をする。
「私」は他に話したいことがないからと、自分の夢の話を始める。夢の中で、「私」はアラスカにいて、丸太小屋でアナ・マリアという少女と出会う。「私」は、アナ・マリアと見つめ合い、愛し合う。アナ・マリアというのは、「私」が少年の頃に乱暴をはたらいたが、その事件の6ヶ月後に死亡した少女だ。そして、「夢の物語自体は、何でもないが、それだけの話である。しかし、世界の果てで少女の出会ったときの『私』の感情そのもの、夢の中での『私』の心の中の思いは、表現できないもので、『私』にとって、夢は芸術品であり、自分自身だけが心の夢想の領域で理解にいたるものだ」と語る。
「私」は、年をとりくたびれはて、この国（軍事政権下のウルグアイ）には、希望もない。反政府運動もプチブルのインテリどもが無垢な労働者を食い物にしているだけだ、と嘆く。
「私」は、この夢を見るときの自分を心の中の思いを理解してくれそうな二人の人物にコミュニケーションを試みるが、完全に裏切られる。一人は娼婦で、「頭がおかしくなったんじゃないの？」、「まったくいやらしい男だよ」と罵倒される。もう一人は、知人の詩人だが、「それが小説のための筋書きなのか何なのかいまひとつ飲み込めないんだ」と言われてしまう。「私」は、いい気になって、夢の話をしたことを激しく後悔する。
結局、理解されない「私」は、ご飯を食べ、服を着、煙草を吸う、ときおり本を読み、あとは暗闇に向かって目を開き適当な夢をみることだけに、人生の絶望的な幸せを見いだすことになる。こうして、時は無頓着に過ぎ去っていく。

## 翻訳
『井戸』訳：杉山晃、集英社